# لینا دانم
لینا دانم (انگلیسی: Lena Dunham؛ زادهٔ ۱۳ مهٔ ۱۹۸۶) یک هنرپیشه، کارگردان، فیلم‌نامه‌نویس و تهیه‌کننده اهل ایالات متحده آمریکا است.

## بخشی از فیلمشناسی
از فیلم‌ها یا برنامه‌های تلویزیونی که وی در آن نقش داشته‌است می‌توان به آثار زیر اشاره کرد.
- این است ۴۰ (۲۰۱۲)
- همسایه‌ها ۲: انجمن خواهری برمی‌خیزد (۲۰۱۶)
- دختران (مجموعه تلویزیونی آمریکایی) (۲۰۱۲–۲۰۱۷)
- وقت ماجراجویی (۲۰۱۴–۲۰۱۶)
- پخش زنده شنبه شب (۲۰۱۴)
- رسوایی (مجموعه تلویزیونی) (۲۰۱۵)
- سیمپسون‌ها (۲۰۱۵)
- مسافر (مستند) (۲۰۱۷)
- داستان ترسناک آمریکایی: فرقه (۲۰۱۷)
- جایگزین (۲۰۲۰)

## جوایز
وی همچنین برنده جوایزی همچون جایزه گلدن گلوب بهترین مجموعه تلویزیونی – کمدی یا موزیکال شده‌است.